# 이흥선 (언론인)
이흥선(李興善, 1898년 ~ 몰년 미상)은 일제강점기의 기자, 언론인이다. 경성(현, 서울특별시) 출신.일본에 유학, 센슈 대학을 졸업하고 귀국했다. 1927년 시흥 신길리 구장, 1934년 김화군 현리역 역장, 1935년에는 매일신보사 동경지국 영업주임으로 활동했다.

## 생애
서울 종로구 수은동 출신으로, 아버지는 대한제국 당시 법무부 협판, 탁지부 협판과 인천부윤 겸 인천감리사를 역임한 이재정(李在正)이고, 어머니는 그의 후처 안동김씨(安東金氏)로 김인석(金仁奭)의 딸이다. 조부는 돈녕부도정, 이문학관을 지낸 이유녕이고, 조선 순조 때의 통신사 이현상은 삼종증조부뻘 되는 친척이었다.매일신보사의 기자이자 잡지인, 수필가였으며 5촌 당숙에게 양자로 갔던 이능선(李能善)은 그의 친 동생이다. 경성부 수은동(후일의 서울시 종로구 삼청동에 편입) 출신이다.
그가 살던 당시 인천에는 그보다 10여년 연상인 김포 출신의 동명이인으로 미곡상, 사업가인 이흥선이 활동하고 있었다.
일본에 유학, 1920년 7월 센슈 대학(専修大学)을 39회로 졸업했다.
1921년 5월 19일 동생 이양선이 신문에 광고를 냈는데, 친형 이흥선이 자신이 미성년자라는 이유로 인감을 도용, 토지를 저당 매도하려 한다며 보면 건드리지 말라는 광고를 냈다. 이양선은 1921년 5월 당시 맏형 이흥선과 토지, 가옥을 놓고 갈등하다가 조선일보 1921년 5월 19일자 3면 10단에 개인 광고를 냈다.
본인(本人)의 사형 이흥선(舍兄李興善)이가 본인(本人)이 미성년(未成年)을 빙자(馮藉)하고 본인(本人)의 인감(印鑑),위조(偽造)하와 토지급가옥(土地及家屋)을 저당 혹(抵當或)은 매도(賣渡)지하니 내외국인(內外國人). 일절물견기(一切勿見欺)혼. / 대정10년 5월 18일 이양선 백(李亮善 白)

이후 본가 친동생 이양선은 종로구 훈정동 65번지에 살다가 일본인 서강의 고용인 전덕삼(田德三)과 시비가 붙어 폭행당해 중상을 입어 동아일보에 보도된 일이 있고, 1925년 9월경에는 익선동 77번지에 거주하였다. 이후 이양선의 행적은 전하지 않는다.
1927년 당시 그는 경성부 동대문구 창신동의 야산에 있던 집에 거주 중이었다. 그러나 창신동, 청계천 일대가 국유지라는 이유로 주민 30여호에게 철거명령이 내려졌다. 당시 창신동 거주자는 200여 명이었고 당국에 진정서를 냈으나 거절당했고, 6월 30일까지 철거명령을 받았다.
1927년 무렵 경기도 시흥군 북면 신길리(후일의 서울특별시 영등포구 신길동)의 구장(區長)을 역임했다.
1934년 8월 26일 당시 금강산선 현리역 역장으로 재직 중, 조선신문사 내금강지국 확장 축하광고에 이름을 올렸다.
1934년 7월 25일 우체국이 없던 강원도 김화군 통구면 현리에 금강산선 개통 이래 지역발전을 목적으로 지역 유지 40인이 모여 통구면사무소에 모여 현리 우편취급소설치 기성회를 조직할 때 참여, 고문의 한 사람에 위촉됐다.
1935년 8월 9일 매일신보사 동경지사 영업주임(每日申報社 東京支社 營業主任)에 임명되었다.
귀국 시점은 알려진 것이 없다. 1949년 당시에는 생존해 있었다. 1948년 동생 이능선과 함께 서울 서대문구 경교장의 백범 김구를 찾아갔다. 김구는 청년 시절 자신의 재판을 담당한 이재정의 아들들인 연고로, 9월 27일과 9월 28일 이흥선과 이능선에게 친필 휘호를 직접 써서 주었다.
1957년 12월 당시 서울시 종로구 장사동 250번지에서 구공탄 제조업체 한성연탄공사(漢城煉炭公司)의 대표이사 사장으로 재직 중이었다.

## 같이 보기
- 매일신보